# Fuefuki
Fuefuki (jap. 笛吹市 Fuefuki-shi) ist eine Stadt in der Präfektur Yamanashi in Japan.

## Geographie
Fuefuki liegt östlich von Kōfu und westlich von Ōtsuki.

## Geschichte
Die Stadt wurde am 12. Oktober 2004 durch den Zusammenschluss der Chō Ichinomiya (一宮町, -chō), Isawa (石和町, -chō), Misaka (御坂町, -chō), Yatsushiro (八代町, -chō) und des Mura Sakaigawa (境川村, -mura) aus dem Higashiyatsushiro-gun, sowie die Chō Kasugai (春日居町, -chō) aus dem Higashiyamanashi-gun gegründet. Mit der Eingemeindung des Mura Ashigawa (境川村, -mura) aus dem Higashiyatsushiro-gun am 1. August 2006 wurde dieser aufgelöst.

## Sehenswürdigkeiten
- Isawa-Onsen (Heiße Quelle)

## Söhne und Töchter der Stadt
- Iida Ryūta (1920–2007), Haiku-Dichter

## Städtepartnerschaft

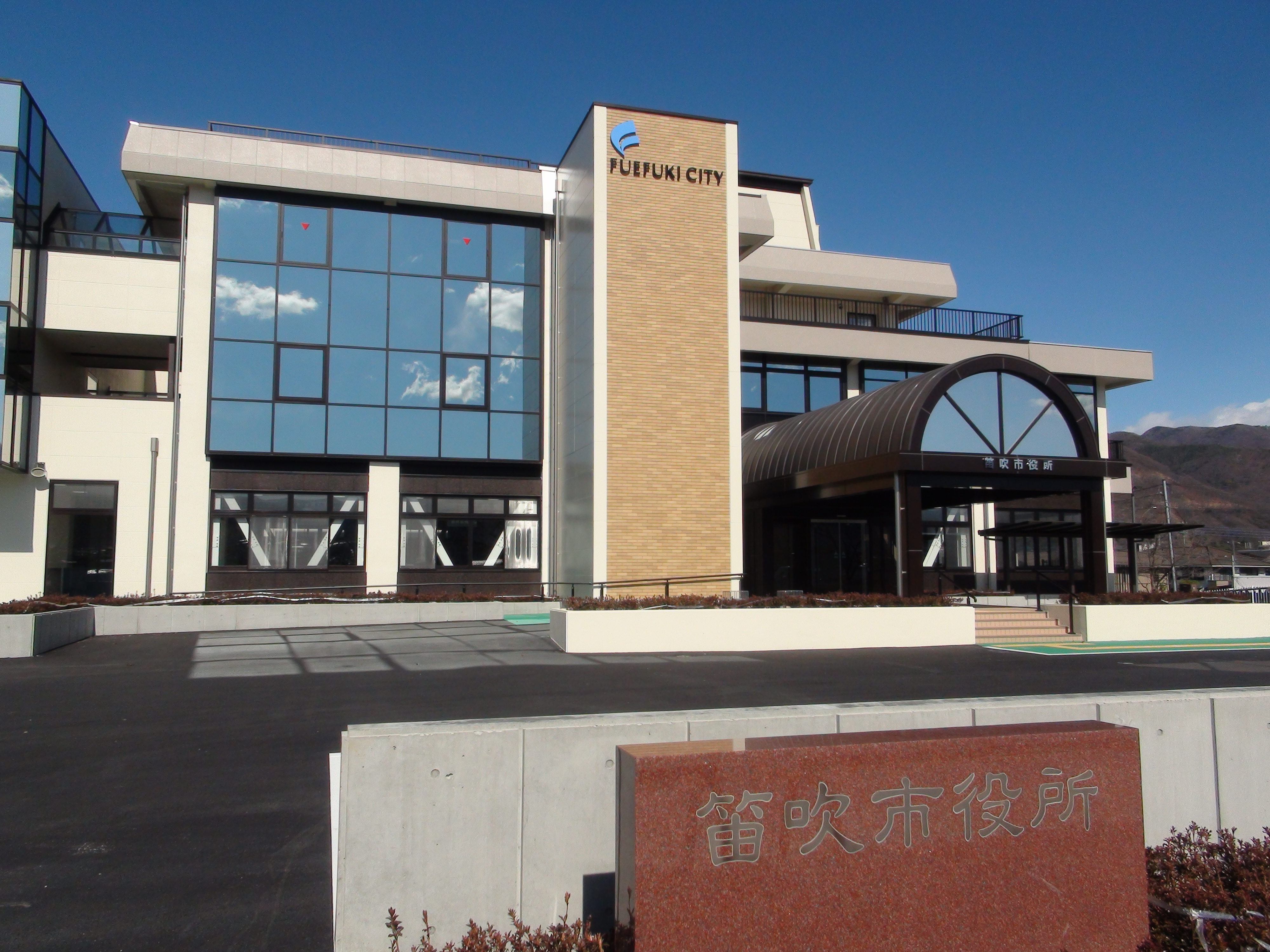
Rathaus

- Bad Mergentheim, Baden-Württemberg, Deutschland „Fahnenfreundschaft“ mit der ehemals eigenständigen Gemeinde Isawa seit 26. Mai 1991, Bekräftigung der Freundschaft mit Fuefuki am 17. Oktober 2007[1]

## Verkehr
- Straße:
  - Chūō-Autobahn
  - Nationalstraße 20
- Zug:
  - JR Chūō-Hauptlinie, nach Tōkyō oder Nagoya

## Angrenzende Städte und Gemeinden
- Kōfu
- Yamanashi
- Kōshū
- Ōtsuki
- Fujikawaguchiko